# Hieracium piliferum
Hieracium piliferum — вид квіткових рослин з родини айстрових (Asteraceae). Вид зростає в Європі: Іспанія, Андорра, Німеччина, Швейцарія, Ліхтенштейн, Австрія, Польща, Франція, Італія, Словенія, Хорватія, Боснія і Герцеговина, Чорногорія, Північна Македонія, Сербія, Косово, Румунія; це багаторічна рослина помірних біомів.

## Морфологічна характеристика
Стебла рясно запушені, але залозисті волоски рідкісні або відсутні.